# Grünstadter Berg
Le Grünstadter Berg (littéralement « montagne de Grünstadt ») est une montagne de 337 m de l'Alzeyer Hügelland  en Rhénanie-Palatinat (Allemagne). Il se situe dans l’arrondissement de Bad Dürkheim. Il est constitué de calcaires tertiaires du bassin de Mayence. 
Sur la plupart des cartes topographiques, la montagne est désignée par le nom de Gemeindeberg. Il fait partie de la réserve de biosphère transfrontière des Vosges du Nord-Pfälzerwald.